# Liste der KiKA-Sendungen

Senderlogo von KiKA

Die Liste der KiKA-Sendungen enthält eine Aufzählung von Sendungen und Serien, die bei KiKA ausgestrahlt wurden beziehungsweise werden.

## Serien

### Aktuelle bzw. regelmäßig wiederholte
- 13 auf einen Streich, 26-teilige USA-Zeichentrickserie (1993–1994)
- Abby’s fliegende Feenschule, 26-teilige Puppentrickserie (2013–)
- ABC Bär, 112-teilige A-Zeichentrickserie (2012–)
- Die Abenteuer des jungen Marco Polo, 52-teilige Zeichentrickserie (2013–2018)
- Abenteuer in Silverpoint, Jugendserie (2022–)
- Abgetaucht! - Meine falschen Ferien, Kinderserie (2021–)
- Ach du heilige Scheibe, Zeichentrickserie (2022)
- Alles neu für Lina, Kinderserie (2018)
- Animanimals, 52-teilige D-Zeichentrickserie (2013–2022)
- Anna und die wilden Tiere, Sendung über Tiere (2014–)
- Anna und die Haustiere, Sendung über Haustiere (2014–)
- Arthur und die Freunde der Tafelrunde, 98-teilige 3-D-Animationsserie (2018–)
- Astrid Lindgrens: Pippi Langstrumpf, 26-teilige Zeichentrickserie (1997)
- Au Schwarte! – Die Abenteuer von Ringel, Entje und Hörnchen, 52-teilige 3-D-Animationsserie (2003–2007)
- Barbapapa, 100-teilige J/F-Zeichentrickserie (1974)
- Barney, GB-Animationsserie (1988–1989)
- Baumhaus, D-Kinderserie (2004–)
- Beccas Bande, 26-teilige 3-D-Animationsserie (2018)
- Behind the Beats, 26-teilige F-Animationsserie (2022–)
- Belle und Sebastian, Zeichentrickserie (2017)
- Ben & Hollys kleines Königreich, 104 Folgen GB-Zeichentrickserie (2009–2012)
- Bernd Channel, 7-teilige D-Puppenserie (2015–2017)
- Bernd in Hell, D-Puppenserie (2003–2020)
- Beutolomäus und der wahre Weihnachtsmann, Weihnachtssendung (2017)
- Bibi Blocksberg Zeichentrickserie (1999–2012)
- Bibi und Tina Zeichentrickserie (2002–2010)
- Bing, GB-Animationsserie (2014–2019)
- Bitz & Bob - Die Erfinderkinder, 3-D-Animationsserie (2018)
- Blaubär und Blöd, D-Puppenserie (2002–2008)
- Bobby & Bill, 3-D-Animationsserie (2015–2017)
- Boris, Zeichentrickserie (2013–)
- Die Biene Maja, 130-teilige 3-D/F-Animationsserie (2010–2017)
- Bongo am Okawongo, I/F-Zeichentrickserie (2007–2008)
- Briefe von Felix – Ein Hase auf Weltreise, Zeichentrickserie (2000–2006)
- Bummi, D-Animationsserie (2007–2011)
- Casper und Emma, norwegische Kinderserie (2013–2015)
- CHI RHO – Das Geheimnis, Zeichentrickserie (2010–2011)
- Coco, der neugierige Affe, Zeichentrickserie (2006–2015)
- Cosmic Quantum Ray, 3-D-Animationsserie (2008–2009)
- Dance Academy – Tanz deinen Traum!, australische Jugendserie (2010–2013)
- Das Dschungelbuch, 156-teilige 3-D-Animationsserie (2010–2019)
- Doki, Zeichentrickserie (2013–2019)
- Dreckspatzplatz, AUS/CDN/USA-Animationsserie (2009)
- Droners, Zeichentrickserie (2020–2021)
- Dschungelbuch-Safari, D/USA-Kinderserie (2013)
- Echt, Jugendserie (2021–)
- Eine lausige Hexe, Kinderserie (2017–2020)
- Ein Fall für die Erdmännchen, Puppentrickserie (2017–)
- Ein Fall für Freunde Geschichten aus Mullewapp, D/I-Zeichentrickserie (2003–2012)
- Ein Fall für TKKG, D-Jugendserie (1985–1987)
- Ein Fall für TKKG, 26-teilige D-Zeichentrickserie (2014–2016)
- Elefantastisch!, 470-teilige Zeichentrickserie (2009–)
- Elefant, Tiger & Kids, Doku-Serie (2023–)
- Ella, 3-D-Animationsserie (2013–2016)
- Elsa, Kinderserie (2012)
- Emmas Chatroom, Jugendserie (2010)
- Ene Mene Bu – und dran bist du, Fernsehsendung rund um das Thema Basteln (2011–)
- Die Erben der Nacht, Mystery-Jugendserie (2019–)
- Felix macht Ferien, Kinderserie (2017)
- Ferdinand und Paula, 13-teilige D-Zeichentrickserie (2016)
- Feuerwehrmann Sam, 317-teilige 3-D-Animationsserie (2008–)
- First Day - Ich bin Hannah, Kinder- und Jugendserie (2020–2022)
- Floris Zapp Zarapp, D-Kinder und Jugendserie (1990–1994)
- Floyd Fliege, 3-D-Animationsserie (2022–)
- Franklin und Freunde, 104-teilige 3-D-Animationsserie (2014–)
- Garfield und seine Freunde, USA-Zeichentrickserie (1988–1994)
- Garfield – The Garfield Show, 212-teilige 3D-Animationsserie (2008–2016)
- Geronimo Stilton, Zeichentrickserie (2009–2017)
- Glücksbärchis & Co., 3-D-Animationsserie (2015–2016)
- Golo, der Gartenzwerg, 52-teilige D/GB-Zeichentrickserie (2005–2006)
- Grisu, der kleine Drache, 3-D-Animatiosserie
- H2O – Plötzlich Meerjungfrau, 78-teilige australische Jugendserie (2006–2010)
- H2O – Abenteuer Meerjungfrau, 26-teilige Zeichentrickserie (2015)
- Heidi, 65 Folgen 3-D-Animationsserie (2015–2020)
- Hexe Lilli, Zeichentrickserie (2014)
- Hier ist Ian, Zeichentrickserie (2005–2008)
- High 5 - Auf Siegestour - Fünf Bastketballer träumen von Pokal, 52-teilige F-Animationsserie (2011-2014)
- Hippo Hurra Die Abenteuer von Klein-Hippo, 52-teilige F-E-D-Zeichentrickserie (1997–1998)
- Horseland, die Pferderanch, Zeichentrickserie (2006–2008)
- Ich bin Ich, Doku-Serie für Kinder (2017–)
- Ich kenne ein Tier, Zeichentrickserie (2012–2019)
- Insectibles, 52-teilige D/SGP-Animationsserie (2017)
- Inui – Abenteuer am Nordpol, Zeichentrickserie (2016–2018)
- Jim Hensons: Doozers, 72-teilige CDN/USA-Animationsserie (2013–2018)
- JoNaLu, 3-D-Animationsserie (2010–2013)
- Kalle Gute-Nacht-Geschichten, 66-teilige D-Animationsserie (1998-)
- Der Kater mit Hut, 80-teilige Zeichentrickserie (2010–2018)
- Käpt’n Blaubär Club, 190-teilige D-Puppenserie (1993–2001)
- Käpt’n Blaubär Geschichten, D-Puppenserie (2002)
- Käpt’n Blaubär Mini-Club, 29-teilige D-Puppenserie (1997–2000)
- Käpt’n Blaubärs Seemannsgarn, D-Puppenserie (1991–2012)
- Käpt’n Flinn und die Dino-Piraten, Zeichentrickserie (2015–2017)
- KiKA-Nachtschleife, Endlosschleife mit Bernd das Brot, ausgestrahlt nach Sendeschluss von 21 bis 6 Uhr
- KiKANiNCHEN, Rahmenprogramm für Kinder im Kleinkind- und Vorschulalter
- Kikoriki, 52-teilige RUS-Zeichentrickserie (2004–2008)
- Der kleine König, 65-teilige D-Zeichentrickserie (1998–2013)
- Der kleine Drache Kokosnuss, 3-D-Animationsserie (2015–2020)
- Der kleine Nick, 3-D-Animationsserie (2008–2013)
- Kleine Prinzessin, 135-teilige Zeichentrickserie (2006–2019)
- Der kleine Prinz, 78 Folgen 3-D-Animationsserie (2010–2015)
- Der kleine Rabe Socke, 52-teilige D-Zeichentrickserie (2015-2021)
- Der kleine Rabe Socke - Die TV-Serie, 52-teilige D-Zeichentrickserie (2015-2021)
- Der kleine Ritter Trenk, 26-teilige Zeichentrickserie (2011)
- Kleiner Roter Traktor, 75-teilige Puppentrickserie (2003–2006)
- Lassie, 52-teilige Zeichentrickserie (2015–2019)
- Lauras Stern, 52-teilige Zeichentrickserie (2002–2011)
- Lenas Hof, 26-teilige D-Zeichentrickserie (2025)
- Lenas Ranch, 52-teilige Zeichentrickserie (2012–2016)
- Leo da Vinci, 104-teilige 3-D-Animationsserie (2019–2021)
- Liebste Fellnasen - Abenteuer Hundeschule, Doku-Serie für Kinder (2022–)
- Lilys Strandschatz Eiland, 100-teilige Zeichentrickserie (2014–2017)
- Löwenzahn, 450-teilige Wissenssendung (1981–)
- Löwenzähnchen, 80-teilige Wissenssendung über Tiere (2012–)
- Maari - Abenteuer im Riff, Zeichentrickserie (2022–)
- Mako – Einfach Meerjungfrau, 68-teilige australische Jugendserie (2013–2016)
- Mama Fuchs und Papa Dachs, 3-D-Animationsserie (2018)
- Mamfie, GB/F/I/D-Animationsserie (2022–)
- Mara besucht ihre Oma, Kinderserie (2014)
- Marcus Level, 52-teilige Zeichentrickserie (2014–2016)
- Maulwurf Moley, 3-D-Animationsserie (2021–)
- Mascha und der Bär, 3-D-Animationsserie (2008–)
- Maschas Lieder, 13-teilige RUS-Animationsserie (2019–2020)
- Max & Maestro, 52-teilige F/D/I-Zeichentrickserie (2018)
- Meine Freundin Conni, Zeichentrickserie (2011–2015)
- Mein bester Freund Marlon, Kinderserie (2017)
- Mein Sommer mit Papa, N-Jugendserie (2013)
- Mia and me – Abenteuer in Centopia, 104-teilige D/I/CDN-Animationsserie (2011–)
- Miffy & Freunde, NL/GB-Animationsserie (2000–2003)
- Mirette ermittelt, Zeichentrickserie (2016)
- Moffel Lieder, 7-teilige D-Animationsserie (2014)
- Molang, Zeichentrickserie (2013–2016)
- Moooment!, Kinderserie (2021)
- Moppi und der Leckerladen, Real-Puppentrickshow (2021–)
- Mouk, der Weltreisebär, 104-teilige Zeichentrickserie (2011–2014)
- Die Muskeltiere, 45-teilige 3-D-Animationsserie (2021–)
- Nele & Nora, Zeichentrickserie (2015–2016)
- Nils Holgersson, 52-teilige 3-D-Animationsserie (2015–2017)
- Nö-Nö Schnabeltier, 3-D-Animationsserie (2017–2019)
- Nudnik, USA-Animationsserie (1965–1967)
- Odo - Kleine Eule ganz groß, Zeichentrickserie
- Die Ollie & Moon Show, Zeichentrickserie (2012)
- Packeis-TV, 24-teilige F/D-Animationsserie (2009)
- Papa Löwe und seine glücklichen Kinder, 26-teilige D-Zeichentrickserie (2000-2001)
- Pat & Stan, 39-teilige F-Animationsserie (2003–2009)
- Paula und die wilden Tiere, 54-teilige Sendung über Tiere[1] (2012–2014)
- Pet Alien – EinFall aus dem All, 104-teilige 3-D-Animationsserie (2004–2008)
- Peter Pan, 41-teilige J-Animeserie (1989)
- Peter Pan – Neue Abenteuer, 52-teilige D-Animationsserie (2012–2016)
- Petronella Apfelmus, 39-teilige Zeichentrickserie (2020–)
- Pettersson und Findus, 52-teilige Zeichentrickserie (2000–2021)
- Petzi und seine Freunde, 52-teilige D/DK-Zeichentrickserie (1994–1997)
- Die Pfefferkörner, 273-teilige deutsche Kinderkrimiserie (seit 1999)
- Pia und die Haustiere, Sendung über Tiere (2021–)
- Pia und die wilde Natur, 36-teilige Wissenssendung (2020–)
- Piets irre Pleiten, 26-teilige Zeichentrickserie (2008–2010)
- Pinocchio im Zauberdorf, 3-D-Animationsserie (2021–)
- Pip und Posy, 3-D-Animationsserie (2020–)
- Die Piraten von nebenan, 3-D-Animationsserie (2017–)
- Pondorondo, D-Animationsserie (2004–2006)
- Power Players, 78-teilige 3-D-Animationsserie (2019–)
- Power Sisters, 104-teilige F-Zeichentrickserie (2017–2019)
- Raketenflieger Timmi, 33-teilige D-Animationsserie (2013–)
- Das Rätsel der Runen, Zeichentrickserie (2021–2022)
- Die Regeln von Floor, niederländische Kinderserie (2018–2022)
- Ritter Rost, 52-teilige 3-D-Animationsserie
- Robin Hood - Schlitzohr von Sherwood, 3-D-Animationsserie (2014–2021)
- Rocket & Ich, Zeichentrickserie (2006–2007)
- Rowdy & Zwick, Zeichentrickserie (2012–2013)
- Sarah & Duck, 120-teilige Zeichentrickserie (2013)
- Schloss Einstein (seit 1998), 1104-teilige deutsche Kinder- und Jugendserie
- Die Schlümpfe, 156-teilige 3-D-Animationsserie (2021–)
- Sesamstraße, deutsche Real-Puppentrickshow (Seit 1971)
- Sesamstraße präsentiert: Eine Möhre für Zwei, 152-teilige Puppentrickserie (2010–)
- Shaun das Schaf, 170-teilige 3-D-Animationsserie (2007–)
- Sherazade – Geschichten aus 1001 Nacht, 3-D-Animationsserie (2017)
- Siebenstein, 347-teilige deutsche Real-Puppentrickserie (1988–2019)
- Siebenstein Mini, D-Kinderserie (2011–2015)
- SimsalaGrimm, Zeichentrickserie (1999–2010)
- Snoozledoo, Zeichentrickserie (2019)
- Snowsnaps’ Winterspiele, 3-D-Animationsserie (2018)
- Stark mit Fidi, D-Puppenserie (2023–2024)
- Stoked, 52-teilige CDN-Animationsserie (2009–2010)
- Super Wings, 3-D-Animationsserie (2013–)
- Tao Tao – Tiergeschichten aus aller Welt, J/D-Animationsserie (1983–1984)
- Tashi, 52-teilige 3-D-Animationsserie (2014)
- Tauch, Timmy, Tauch, 3-D-Animationsserie (2005–2007)
- Theodosia, Mystery-Jugendserie (2022–)
- Tib & Tumtum, Zeichentrickserie (2018–)
- Tiere bis unters Dach, deutsche Kinderserie (seit 2010)
- Tierdetektive, Wissenssendung (2018)
- Das Tierschutzteam, Wissenssendung (2022–)
- Die Tigerentenbande, Zeichentrickserie (2008–2011)
- Tilda Apfelkern, Zeichentrickserie (2016–2017)
- Timmy das Schäfchen, 78-teilige 3-D-Animationsserie (2009–2012)
- Tinka und die Königsspiele, dänischer Fernsehadventskalender (2019)
- Tinkas Weihnachtsabenteuer, dänischer Fernsehadventskalender (2017)
- Tomomi und das Geld, D-Kinderserie (2023–)
- Tom Sawyer, 26-teilige Zeichentrickserie (2019)
- Tom und das Erdbeermarmeladebrot mit Honig, 52-teilige Zeichentrickserie (2002–2012)
- Trio – Odins Gold, 30-teilige Mystery-Jugendserie (2014–2017)
- Trotro, 78-teilige Zeichentrickserie (2004–2005)
- Trudes Tier, 39-teilige Zeichentrickserie (2014–)
- Die unglaublichen Abenteuer von Blinky Bill, 26-teilige 3-D-Animationsserie (2016–2017)
- Unser Sandmännchen, Puppentrickserie (seit 1959)
- Vier Kartoffeln, 26-teilige GB/USA-Animationsserie (2011)
- Völlig meschugge?!, Jugendserie (2022)
- Weckschreck, Kinderserie (2022–)
- Weißt du eigentlich, wie lieb ich dich hab?, 78 Folgen Zeichentrickserie (2012–2014)
- Wendy, 3-D-Animationsserie (2013)
- Wickie und die starken Männer, 78-teilige 3-D-Animationsserie (2013–2014)
- Wir Kinder aus dem Möwenweg, Zeichentrickserie (2015–2017)
- Wir sind die Dorfbande, F-Animationsserie (2023)
- Wolf, Zeichentrickserie (2018)
- Wolkenkinder, 52-teilige 3-D-Animationsserie (2012–2013)
- Wuffel, der Wunderhund, Kinderserie (2018)
- Der wunderliche Buchladen von Dog und Puck, Zeichentrickserie (2020)
- Yakari, 156-teilige Zeichentrickserie (2005–2017)
- Zacki und die Zoobande, 3-D-Animationsserie (2015–2018)
- Zigby, das Zebra, 3-D-Animationsserie (2009)
- Zoés Zauberschrank, 104-teilige Zeichentrickserie (2009–2014)
- Zoom – Der weiße Delfin, 156-teilige Zeichentrickserie (2012–2024)

### Features
- Pinkalicious & Peterrific

### Ehemalige

#### Serien
- 3 Hz, 39-teilige B-Jugendserie (2021–)
- 4½ Freunde, 26-teilige D-E-Zeichentrickserie (2015)
- 4 gegen Z, deutsche Mystery-Abenteuerserie (2005–2007)
- Abeltje, der fliegende Liftboy, Jugendserie (2000, 2002–2005)
- Abenteuer auf der Luna, Abenteuerserie (2003–2004)
- Abenteuer in der Karibik, Abenteuerserie (1997–1998, 2000)
- AbenteuerWelt, D-Kinder und Jugendserie (1996–2000)
- Ace Lightning – Mehr als ein Spiel, Fantasyserie (2004)
- Achterbahn – Filme über Freunde heute, deutsche Kinderserie (1997, 2002–2004)
- Achtung! Streng Geheim!, australische Jugendserie (1992–1995)
- Akte ZACK, Mysterieserie (2002, 2004)
- Alien Surfgirls, australische Jugendserie (2012)
- Allein gegen die Zeit, eigenproduzierte Kinder-Krimiserie (2010–2012)
- Alina, deutsche Jugendserie (2005–2006)
- Amanda und Betsy, kanadische Jugendserie (1997, 1999, 2003, 2004)
- Anja & Anton, deutsche Jugendserie über Tiere und Freundschaft (1998–2008, mit Unterbrechungen)
- Anna und die wilden Lieder, Musiksendung (2014–2016)
- Aquilas Geheimnis – Auf der Suche nach dem Piratenschatz, schwedischer Fernsehadventskalender (2006)
- Astrid Lindgrens: Die Brüder Löwenherz, 5-teilige schwedische Abenteuerserie (1979)
- Bailey Kippers P.O.V., US-Jugendserie (2001, 2003)
- Bettkantengeschichten, deutsche Kinderserie (1998)
- Beutolomäus kommt zum Weihnachtsmann (2006)
- Beutolomäus sucht den Weihnachtsmann (2005)
- Beutolomäus und der doppelte Weihnachtsmann (Weihnachtsserie, Deutschland 2007)
- Beutolomäus und die Prinzessin (2007)
- Beutolomäus und die vergessene Weihnacht (2009)
- Beutolomäus’ Adventskalender (2001–2007)
- Blauvogel, D/CDN-Kinderserie (1994)
- Blue Water High, 78-teilige AUS/D-Jugendserie (2005–2008)
- Bob Morrison, Jugendserie (1996)
- Classic Cartoon, USA-Zeichentrickserie (1931–1982)
- Cy – das Mädchen aus dem All, 26-teilige australische Jugendserie
- Dark Oracle, kanadische Science-Fiction-Serie (2006, 2009)
- dasbloghaus.tv, deutsche Jugendserie (2009–2011)
- Das Geheimnis des Sagala, deutsch-polnische Kinderserie (1997)
- Der fliegende Ferdinand, Tschechoslowakische Fantasyserie (1997, 2001–2002)
- Der kleine Vampir, kanadisch-deutsche Fantasyserie (1998, 2000, 2001–2002)
- Der Schatz von Fidschi, australische Fantasy-Abenteuerserie
- Der Sleepover Club, 52-teilige australische-Jugendserie (2003–2006)
- Der Sattelclub, australische Jugendserie (2001–2009)
- Der verlorene Schatz
- Der verrückte Kostümverleih, australische Kinderserie (1995)
- Detektivbüro LasseMaja, schwedischer Fernsehadventskalender (2006)
- Die Besucher, tschechoslowakische SciFi-Serie (1997–2001, 2004)
- Die blaue Elise, USA-Zeichentrickserie (1969–1971)
- Die Bockreiter, niederländische Abenteuerserie (1994)
- Die Enid Blyton Abenteuer, britisch-neuseeländische Kinderkrimiserie (1995–1996)
- Die Fälle der Shirley Holmes, kanadische Jugendserie (1997–2000)
- Die fantastische Welt von Gumball, 260-teilige USA/GB-Zeichentrickserie (2011–2019)
- Die Gespenster von Flatterfels, deutsche Fantasyserie (1997, 2001, 2005)
- Die Graslöwen, deutsche Kinderserie (2003)
- Die Jagd nach dem magischen Wasserrad, 4-teilige schwedische Kinderserie
- Die Kinder vom Alstertal, 52-teilige deutsche Kinderserie
- Die Kinder von Bullerbü, schwedische Kinderserie (1960)
- Die Muppet Show, GB/USA-Puppenserie (1976–1981)
- Dienstags ein Held sein, Doku-Soap (2010–2015)
- Die Pirateninsel, australische Fantasy-Abenteuerserie (2002–2003)
- Die Rechte der Kinder, deutsche Kinderserie (1997)
- Die rosarote Panther-Show, D-Zeichentrickserie (2000–2002)
- Die Sonnenlanze, polnische Kinderserie
- Die Tintenfische aus dem zweiten Stock, tschechoslowakische Fantasyserie (1997)
- Die verflixte Hexe, spanische Fernsehserie
- Die Verwandlungsmaschine, polnische Fantasyserie (1998–2000)
- Die Wombles, CDN/GB-Animationsserie (1996–1998)
- Die Zeitfälscherin, Fernsehadventskalender (2014)
- Dragon – Der kleine dicke Drache
- DreaMars, USA/IL-Science-Fiction (2024–)
- Drei tolle Nullen, 13-teilige polnische Kinderserie, (2000–2001)
- Eben ein Stevens, US-amerikanische Jugendserie (2001–2002)
- Eiki Eiche, GB-Kinder und Jugendserie (1995–1996)
- Ein Fall für B.A.R.Z., Kinderkrimiserie (2005–2007)
- Ein Genie kommt selten allein, britisch-australische Fantasyserie (1995–1996)
- Ein Vater zum Küssen, USA-Comedyserie (1997)
- Eine lausige Hexe, britische Jugendserie (1999–2004)
- Elephant Princess – Zurück Nach Manjipoor, 52-teilige australische Jugendserie (2008–2009)
- Endlich Samstag!, deutsche Jugendserie (2006–2008)
- Enid Blyton: Die verwegenen Vier, britisch-neuseeländische Kinderkrimiserie (1996)
- Ernie und Bert im Land der Träume
- Eva und Adam, 16-teilige schwedische Jugendserie (1999–2000)
- Fabrixx, deutsche Jugendserie (2002–2004)
- Flipper, 88-teilige USA-Tiereserie (1964–1968)
- Fluch des Falken, deutsche Mysteryserie (2011–2015)
- Flucht vom Jupiter (1999–2002)
- Frech wie Rudi, deutsche Kinderserie (1997–2004)
- Goldregen, DK-Kinderserie (1988)
- Gloria und ihre Familie
- Hallo Hanna
- Hals über Kopf, 34-teilige deutsche Kinderserie (1997)
- Horace & Tina, australische Kinderserie (2001)
- ich!, D-Doku-Soap (2009–2011)
- Im Bann der Sterne, 26-teilige AUS-Kinder und Jugendserie (1994–1995)
- Impressionen, D-Zeichentrickserie (2016–)
- Isnogud, F/GB-Animationsserie (1995–1996)
- Jesus und Josefine, dänischer Fernsehadventskalender (2003)
- Joe All Alone, GB-Jugendserie (2018)
- Karen in Action, Magazin (2004–2010)
- Klincus – Die fantastische Welt von Frondosa, 26-teilige I/L/IRL/D-Animationsserie (2022–2023)
- Koch-Charts, Kinderkochshow (2001–2014)
- Krimi.de, 32-teilige deutsche Jugendkrimiserie (2005–2013)
- Lassie, kanadische Abenteuerserie von 1997 (2001–2004)
- Leo – Ein fast perfekter Typ!, 13-teilige deutsche Familien-Comedy (2006)
- Livespiel, N-Kinder und Jugendserie (2013–2014)
- Lizzie McGuire, US-amerikanische Jugendserie (2002–2004, 2006)
- Lockie Leonard, AUS-Familieserie (2007–2010)
- Luzie, der Schrecken der Straße, tschechoslowakische Kinderserie (1997–1998, 2002, 2004)
- Madita, S-Familieserie (1979)
- Making of: Elephant Princess 2, 52-teilige AUS/D-Fantasyserie (2008–2011)
- Mama ist unmöglich, deutsche Comedyserie
- Marvellous Milly, D-Zeichentrickserie (2000–2001)
- Marvi Hämmer präsentiert NATIONAL GEOGRAPHIC WORLD, 104-teilige deutsche Tiersendung (2003–2014)
- Meine Monster und ich, 26-teilige GB/AUS/D-Kinderserie (2010–2011)
- Meine peinlichen Eltern, australische Jugendserie (2006–2007)
- Meister Eder und sein Pumuckl, deutsche Kinderserie (1978–1981, 1984–1987)
- Mensch, Pia!, deutsche Jugendserie (1996)
- Michel aus Lönneberga, schwedische Kinderserie (1973)
- Minty, australisch-britische Comedyserie (2000–2004)
- Morgen Oli, 100-teilige Tiersendung
- Neues aus Uhlenbusch, deutsche Kinderserie (1997, 2002–2003)
- Neues vom Süderhof, deutsche Kinderserie (1997–2005)
- Ninja Nanny, 20-teilige NL-Jugendserie (2019–)
- Ocean Girl, australische Jugendserie (1997–1998, 2001–2002)
- Oscar Charlie, britische Jugendserie (2002–2006)
- Outriders, Jugendserie mit Pferden
- Pablo, der kleine rote Fuchs, deutsch-britische-französisch Zeichentrickserie (2000–2011)
- Pan Tau, tschechoslowakische Kinderserie (1970–1978)
- Paulas Sommer, 13-teilige deutsche Jugendserie
- Pengo! Steinzeit!, deutsche Jugendserie (2002–2003)
- Philipps Tierstunde, Tiersendung (1996–2002)
- Piano, Piano, AUS-Kinder und Jugendserie (1986)
- Pippi Langstrumpf, schwedische Kinderserie (1968)
- Pole Position, 14-teilige deutsche Dokuserie (2015–2017)
- Poochini, 26-teilige USA-Zeichentrickserie (1999–2001)
- Prinzessin Lillifee, 26-teilige D-Zeichentrickserie (2009–2012)
- Prinz und Bottel, D-Familienserie (2010)
- Pumuckls Abenteuer, deutsche Koboldserie
- Rasmus und der Vagabund, Abenteuerserie (1997, 1999, 2000, 2001, 2003, 2005)
- ReBoot, kanadische CGI-Serie (1997, 1998)
- Ronja, die Räubertochter, schwedische Abenteuerserie (1997, 1998, 2000, 2002, 2004)
- Rosas Leben, schwedische Jugendserie (2005–2006)
- Rückkehr zum Jupiter, australische Kinderserie (1999–2000)
- Sauerkraut, D-Zeichentrickserie (1992)
- Scooter – Super-Spezialagent, australische Jugendserie
- Sechs Richtige, tschechoslowakische Kinderserie Správná šestka (1992)
- Spellbinder – Gefangen in der Vergangenheit, australisch-polnische Fantasyserie (1994)
- Spellbinder – Im Land des Drachenkaisers, Fantasyserie (1996–1997)
- Spuk aus der Gruft, deutsche Fernsehserie
- Spur & Partner, deutsche Mitmachkrimi-Serie (2003–2006)
- Startaxxi, D-Jugendserie (2000)
- Stella und der Stern des Orients
- Student Bodies, 65-teilige kanadische Comedyserie (1997–2000)
- Sweat – Der Weg zum Sieg, australisch-britische Jugendserie (1999)
- TakaPu – Ein Tölpel in der Südsee, Südseegeschichten
- Teletubbies, 511-teilige GB-Kinderserie (1997–2001, 2015–2018)
- Terra MaX, 32-teilige D-Kinder und Jugendserie (2012–2015)
- Die magische Münze, britische Jugendserie (1998)
- The Tribe – Eine Welt ohne Erwachsene, Future-Soap (2001–2005)
- Timm Thaler, deutsche Kinderserie (1979)
- TOLL TOM!, deutsche Comedyserie (2006)
- Tom & Jerry – Auf wilder Jagd, US-amerikanische Cartoonserie (2006)
- Tom und die Biberbande, Naturschutzserie (2002–2005)
- Total Genial, 52-teilige australische Jugendserie (2003–2006)
- Tri-Tra-Trubel-Land
- Twist total – Eine australische Familie legt los, australische Familienserie (2003, 2005)
- Unser Charly, deutsche Familienserie (2003–2005)
- Unsere Zehn Gebote, deutsche Familienserie (2006)
- Unsichtbar, 27-teilige britische Abenteuerserie (1998–2004)
- USA High, Jugendserie (2004)
- Vorsicht – keine Engel!, 12 Geschichten aus dem Alltag einer Pfarrersfamilie
- Waffelherzen, 7-teilige Kinderserie (2014)
- Was geht, Noah?, US-amerikanische Comedyserie (2002–2003, 2005)
- Was ist los mit Alex Mack?, US-amerikanische Jugendabenteuerserie (2003/2006)
- Weit weg – In einer Tierklinik im australischen Busch, Abenteuerserie (2004–2007, mit Pausen)
- Wenn die Tiere reden könnten, Naturserie
- Wie erziehe ich meine Eltern?, deutsche Comedy-Familienserie
- Wild Fire, Abenteuerserie (1998–1999, 2004)
- Wolfblood – Verwandlung bei Vollmond, Mystery-Jugendserie (2012–2017)

#### Zeichentrick, Animation, Puppentrick
- 5vor12, 24-teilige D-Kinder und Jugendserie (2017)
- 10+2, spanische Zeichentrickserie (2005–2007)
- Abenteuer in den Weiden, japanische Zeichentrickserie (1998, 2002–2004)
- Adolars phantastische Abenteuer, ungarische Zeichentrickserie (2000–2005)
- Albert auf Entdeckungstour, deutsche Zeichentrickserie (2003)
- Alfred J. Kwak, deutsche Zeichentrickserie (2002–2007)
- Alice im Wunderland, japanische Zeichentrickserie (1997–2006, 2010)
- Alles Trick, Reihe (1998, 2005)
- Als die Tiere den Wald verließen, deutsch-britisch-französische Zeichentrickserie (2001, 2002, 2004–2005, 2008)
- Altair im Sternenland, 52-teilige deutsche Zeichentrickserie
- Am Zoo 64, deutsch-französische Zeichentrickserie (2002–2003, 2005)
- Angelina Ballerina, 39-teilige britische Zeichentrickserie (2002–2007, mit Pausen)
- Anne mit den roten Haaren, japanische Zeichentrickserie (2003–2006, mit Pausen)
- Antje (Serie), deutsche Zeichentrickserie (2003–2004)
- Anton Ameise, kanadisch-britische Zeichentrickserie (2000–2005, mit Pausen)
- Archibald der Detektiv – Ein Koala ermittelt, Zeichentrickserie (1999–2005)
- Arthur der Engel, ungarisch-US-amerikanische Zeichentrickserie (2003–2004)
- Augsburger Puppenkiste, deutsches Marionettentheater
- Baby Looney Tunes, USA-Zeichentrickserie (2002–2005)
- Bali, 52-teilige Zeichentrickserie (2006)
- Ben & Hollys kleines Königreich, britische Zeichentrickserie
- Benedikt, der Teddybär, 3-D-Animationsserie (2009)
- Benjamin: bärenstark!, Zeichentrickserie (2003–2009)
- Benjamin Blümchen, 69-teilige D-Zeichentrickserie (1989–2002)
- Bernard, 3-D-Animationsserie (2006)
- Bernd das Brot, 52-teilige deutsche Serie (2007–2009)
- Bernd & Friends – Bernd das Brot mit den besten Witzen aller Zeiten
- Billy the Cat, deutsch-britisch-französische Zeichentrickserie (2001–2005)
- Björn Bär, Zeichentrickserie (2004–2005)
- Blanche, Zeichentrickserie (2003–2006)
- Blinky Bill, australische Zeichentrickserie
- BRAVO BERND
- Caspers Gruselschule, Animationsserie
- ChaosKids, Zeichentrickserie (1996–1998)
- Charlie & Lola, Zeichentrickserie (2004–2007)
- Chili TV
- Chlorofilla in Venedig, schweizerisch-deutsche Zeichentrickserie (1998, 2001)
- Chlorofilla vom blauen Himmel, italienisch-deutsche Zeichentrickserie (1998)
- Claude, Zeichentrickserie (2008–2009)
- Clifford, der große rote Hund, Zeichentrickserie (2000–2003)
- Clifford, der kleine rote Hund, Zeichentrickserie (2003–2006)
- Codename – The Boy, franko-kanadische Zeichentrickserie (2004–2005)
- Coop Troop, 52-teilige GB/F/RC-Animationsserie (2022)
- Corneil & Bernie, französische Zeichentrickserie
- Das erste Mal ... Asien!, D-Jugendserie (2019)
- Das erste Mal ... Europa!, D-Jugendserie (2017)
- Das erste Mal ... USA!, 8-teilige D/USA-Jugendserie (2016)
- Das Zauberkarussell, 104-teilige französische 3D-Animationsserie
- Der Bär im großen blauen Haus, 89-teilige US-amerikanische Puppenserie (2002–2006)
- Der kleine Bär, kanadische Zeichentrickserie (1997–2002, 2006, 2008)
- Der kleine Eisbär, deutsche Zeichentrickserie (2002–2003)
- Der kleine Prinz, 78-teilige französisch-deutsche Animationsserie
- Der Regenbogenfisch, 26-teilige deutsch-amerikanisch-kanadische Zeichentrickserie
- Der Wunschpunsch, deutsch-französisch-kanadische Zeichentrickserie (2001–2007)
- Die Biene Maja, Zeichentrickserie (1975–1980)
- Die Hydronauten, deutsch-französische Zeichentrickserie (2003)
- Tom Sawyers Abenteuer, japanische Zeichentrickserie (2003–2007)
- Die Glücksbärchis – The Care Bears, USA-Zeichentrickserie (1985–1988)
- Die Glücksbärchis – Willkommen im Wolkenland, 26-teilige USA-Animationsserie (2012)
- Die Gruselschule, französisch-kanadisch-schwedisch-deutsche Zeichentrickserie
- Die Häschenbande, 52-teilige französisch-kanadische Zeichentrickserie (2001–2007) (Originaltitel: La famille Passiflore)
- Die langen großen Ferien, französische Zeichentrickserie (2015)
- Die Piratenfamilie, französisch-deutsch-kanadische Zeichentrickserie (2000–2006)
- Die Retter-Ritter, britische Zeichentrickserie (2000, 2001, 2002, 2003, 2004)
- Dino Dan, 52-teilige CDN-Abenteuerserie (2010–2011)
- Dogstar – Hunde im Weltraum, Zeichentrickserie (2006–2011)
- Dr. Snuggles, britisch-niederländische Zeichentrickserie
- Dr. Hund, 52-teilige französisch-deutsche Zeichentrickserie (2002)
- Drache & Co., deutsch-französisch-kanadischer Zeichentrickserie
- Drei Freunde ...und Jerry, schwedische Zeichentrickserie
- Emily Erdbeer, US-amerikanische Zeichentrickserie
- Engie Benjy, der Motormann, 52 britische Puppentrickgeschichten aus einer Fahrzeugwerkstatt (2001–2004)
- Enyo – Auf der Suche nach dem Tal des Lebens, 26-teilige deutsch-australisch-dänische 3D-Animationsserie (2009–2010)
- Es war einmal … Amerika, französisch-japanische Zeichentrickserie (1998, 2001)
- Es war einmal … das Leben, Französisch-japanische Zeichentrickserie (1997, 2003–2004)
- Es war einmal … der Mensch, Französisch-japanische Zeichentrickserie (1998–2001, 2004)
- Es war einmal … der Weltraum, 26-teilige Französisch-japanische Zeichentrickserie (2002)
- Es war einmal … die Entdeckung unserer Welt, französisch-spanisch-deutsche Zeichentrickserie (2004–2005)
- Es war einmal … Entdecker und Erfinder, französisch-spanisch-deutsche Zeichentrickserie (2002)
- Expedition der Stachelbeeren, amerikanische Zeichentrickserie
- Familie Superschlau, 130-teilige französisch-deutsche Zeichentrickserie (1996–1999)
- Fix und Foxi, 52-teilige deutsche Zeichentrickserie
- Fleckgeflutscht!, australische Zeichentrickserie
- Flipper & Lopaka, australisische Zeichentrickserie
- Flitze Feuerzahn, deutsche Zeichentrickserie
- Franklin – Eine Schildkröte erobert die Welt, US-amerikanisch-kanadisch-französische Zeichentrickserie
- Gawayn, französisch-italienische Zeichentrickserie
- Geschichten aus der Bibel, Zeichentrickserie
- Gingers Welt, US-amerikanische Zeichentrickserie
- Hanni und Nanni, japanische Zeichentrickserie (1997–2005)
- Heidi, Zeichentrickserie (1974)
- Henry der Schreckliche, Zeichentrickserie
- Ein Hoch auf Huckle!, kanadische Zeichentrickserie
- Huhu Uhu – Abenteuer im Kreuzkrötenkraut, Zeichentrickserie (2003)
- Igam Ogam, britische Animationsserie
- In einem Land vor unserer Zeit, US-amerikanische Trickserie nach der Filmreihe (seit 2007)
- Inspektor (Zeichentrickserie), amerikanische Zeichentrickserie von 1965 bis 1969
- Irgendwie Anders, kanadisch-britische Zeichentrickserie
- Ivanhoe, Zeichentrickserie
- Jacob 2/2, 62-teilige Zeichentrickserie (2003–2006)
- Jane und der Drache, 26-teilige kanadisch-neuseeländische 3D-Animationsserie
- Jasper, der Pinguin, 52-teilige deutsch-französische Zeichentrickserie (seit 2002)
- Jibber Jabber, 13-teilige Kanadische 3D-Animationsserie
- Jim Knopf, 52-teilige deutsch-französische Zeichentrickserie
- Karakum Das Wüstenabenteuer, D/TK-Jugendserie (1993–1994)
- Kein Keks für Kobolde, 26-teilige deutsch-belgisch-australische Zeichentrickserie
- Kleiner Dodo, deutsche Zeichentrickserie
- Kopfgeldhamster
- Kunterbunt, AUS-Kinder und Jugendserie (2003–2005)
- Landmaus und Stadtmaus auf Reisen, 52-teilige deutsch-französisch-kanadische Animationsserie (1998–2002)
- Lisa, S-Animationsserie (1998)
- Little Amadeus, Zeichentrickserie (2006)
- Lola Langohr, 52-teilige deutsche Zeichentrickserie (2003–2011)
- Looney Tunes, US-amerikanische Animationsserie
- Lulu Zapadu, 104-teilige französische Animationsserie
- Lupo Alberto, italienische Zeichentrickserie
- Macius, deutsch-französisch-polnisch-ungarische Zeichentrickserie
- Mama Mirabelles Tierkino, 52-teilige Zeichentrickserie (2007–2008)
- Mama Muh und die Krähe, Zeichentrickserie (2009–2010)
- Mammutland – Die Insel der Erfinder, britisch-französisch-deutsche Zeichentrickserie (2004–2006)
- Marcelino, spanische Zeichentrickserie
- Märchen der Welt, internationale Zeichentrickserie (2004–2006)
- Märchenperlen, D-Märchenserie (2005)
- Marsupilami, 52-teilige Zeichentrickserie (2009–2010)
- Martin Morgen, französische Zeichentrickserie
- Matze mit Katze, Zeichentrickserie (2012–2014)
- Matzes Monster, französische Zeichentrickserie
- Maus Club, D-Jugendserie (1996–2000)
- Mausi – Abenteuer einer kleinen Maus, britische Zeichentrickserie (2002)
- Max und Moritz, D-Zeichentrickserie (1998–1999)
- Die Meeresprinzessinnen, Zeichentrickserie (2008–2010)
- Mein Name ist Hase, 103-teilige USA-Zeichentrickserie (1960-1972)
- Mimis Plan, 39-teilige kanadische Zeichentrickserie (2000–2003)
- Mimmi, S/D-Kinder und Jugendserie (1988)
- Mini-Robos – Die lustigen Roboter vom Schrottplatz, britische Puppentrickserie
- Mission Odyssey, französische Zeichentrickserie
- Molly Monster, Zeichentrickserie
- Momo, deutsche Zeichentrickserie
- Mona, der Vampir, kanadische Zeichentrickserie
- Der Mondbär, Zeichentrickserie (2006–2009)
- Monster Allergy, italienisch-deutsche Zeichentrickserie
- Mofy – Abenteuer im Baumwollwald, japanisch-italienische Stop-Motion Animationsserie
- Die Mumins, finnisch-britischen Animationsserie
- My Life Me – Mein Leben und ich, kanadische Zeichentrickserie
- Nessies, CDN/F/CH-Animationsserie (1995)
- Nochmal 13 auf einen Streich, USA-Zeichentrickserie (1995)
- Nouky und seine Freunde, 3-D-Animationsserie (2009–2011)
- Oiski! Poiski! – Neues von Noahs Insel, Zeichentrickserie (1997–1999)
- Oliver Twist, 52-teilige USA/F-Zeichentrickserie (1996–1997)
- Orson & Olivia, 26-teilige französisch-italienische Zeichentrickserie (1993)
- Oscar, der Ballonfahrer, 26-teilige deutsche Animationsserie
- Die Abenteuer von Paddington Bär, britisch-französische Zeichentrickserie
- Patrik Pacard, D-Jugendserie (1984)
- Pearlie, kanadisch-australische Animationsserie
- Peppa Wutz, GB-Zeichentrickserie (2004–)
- Pepperkorn Familie, deutsche Zeichentrickserie
- Pik Sieben, CZ-Kinder/Jugendserie (1996)
- Pingu, 156-teilige CH-Puppenserie (1986–2006)
- Pinocchio, japanische Zeichentrickserie (1976)
- PIX MIT …!, irische Zeichentrickserie
- Planet Sketch, kanadisch-britische Animationsserie
- Plonsters, Knetanimationsserie
- Pocoyo, 210-teilige 3-D-Animationsserie (2005–2016)
- Pondorondos Lieder, 11-teilige Puppentrickserie
- Pound Puppies – Der Pfotenclub, 65-teilige US-amerikanisch-kanadische Zeichentrickserie
- Popeye, der Seefahrer, US-amerikanische Zeichentrickserie
- Prinz Eisenherz, USA-Zeichentrickserie (1991–1993)
- Puschel, das Eichhorn, 26-teilige japanische Zeichentrickserie (2004–2007)
- Q Pootle 5, 52-teilige britische Animationsserie
- Quasimodo – Der kleine Bucklige und seine großen Abenteuer, französische Zeichentrickserie (1998, 1999, 2001, 2003–2004)
- Raumfahrer Jim – Abenteuer auf Munaluna, 92-teilige Puppentrickserie (2004–2006)
- Raumschiff Erde, D-Kinder/Jugendserie (1998)
- ReBoot, kanadisch-US-amerikanische 3D-Thriller-Animationsserie (1994–2001)
- Reif für die Dodo-Insel, US-amerikanische Zeichentrickserie
- Renaade, deutsche Zeichentrickserie
- Retter von Redwall, kanadisch-französisch-britische Zeichentrickserie (2002, 2003, 2004–2005)
- Rico & Oskar, D-Zeichentrickserie (2017–)
- Der kleine Ritter Trenk, deutsche Zeichentrickserie
- Roary, der Rennwagen, 3-D-Animationsserie (2007–2010)
- Rocket Power, 71-teilige US-amerikanische Zeichentrickserie (2002–2005)
- Rocky und seine Freunde, japanische Zeichentrickserie (2002–2004)
- Rudi & Trudi, 26-teilige deutsch-britische Zeichentrickserie
- Die Schule der kleinen Vampire, Zeichentrickserie (2001–2006)
- SamSam, 52-teilige französische Animationsserie
- Sarah & Duck, 120-teilige britische Zeichentrickserie
- Shaolin Wuzang, 26-teilige französisch-chinesische Zeichentrickserie (2006)
- Silberflügel, 13-teilige kanadische Zeichentrickserie (2003)
- Sindbad, japanische Zeichentrickserie (2003–2006)
- Sissi, französisch-kanadische Zeichentrickserie (1997–1999)
- Skippy der Buschpilot, australisch-französisch-deutsche Zeichentrickserie (2005–2007)
- Stella und Sam, Zeichentrickserie (2009–2012)
- Super Duper Sumos, US-amerikanische Zeichentrickserie
- Tabaluga, 78-teilige Zeichentrickserie (1997–2004)
- Take 5, französische Zeichentrickserie (2006–2008)
- Talis und die 1000 Aufgaben, französisch-deutsche Zeichentrickserie (2002–2005)
- Teddy und Annie – Die vergessenen Freunde, britische Zeichentrickserie (1999–2004)
- Tierisch was los, kanadische Zeichentrickserie (1997–1999)
- Tiffel & Taffel, japanische Zeichentrickserie (2001–2002, 2004)
- Till Speck, kanadische Zeichentrickserie
- Tilly und ihre Freunde, irisch-britische Zeichentrickserie
- Tim und Struppi, kanadisch-französische Zeichentrickserie (1998, 2002, 2003–2004)
- Timm Thaler, 26-teilige Zeichentrickserie (2002, 2004–2007, 2009)
- Titeuf, französische Zeichentrickserie (2002–2006)
- Todds tolle Welt, US-amerikanische Zeichentrickserie
- Tolle Trolle, dänisch-deutsche Zeichentrickserie (2001, 2003–2007)
- TOM – Ein echter Freund, 39-teilige europäische Zeichentrickserie (1999–2010)
- Tom, Jerry & Co, US-amerikanische Zeichentrickserie
- Tosh, schwedische Zeichentrickserie (2004–2006)
- Tracey McBean (AUS / DK / RC)
- Trickkiste, Reihe mit Trickfilmen
- Tupu – Das wilde Mädchen aus dem Central Park, 26-teilige kanadisch-französische Zeichentrickserie
- Tutenstein, 39-teilige US-amerikanische Zeichentrickserie
- Tweenies, britische Puppentrickserie (2001–2004)
- Twipsy, Zeichentrickserie (1999–2000)
- U.B.O.S – Das Unermessliche Buch der Orakel und Sprüche, US-amerikanische Zeichentrickserie (seit 2002)
- Urmel, 26-teilige deutsche Zeichentrickserie (1999, 2002–2006)
- Verbotene Geschichten – Als Jesus unerwünscht war, US-amerikanische Zeichentrickserie (2003–2007)
- Vorsicht Hexen! – Jetzt stinkts 13, britische Zeichentrickserie
- Vorsicht! Hund, US-amerikanische Zeichentrickserie (1999–2007)
- Waldo, dt.-frz.-brit. Zeichentrickserie (1999, 2001–2006)
- Walter Mellon, 104-teilige US-amerikanisch-kanadische Zeichentrickserie
- Was sagt der kleine Bär?, Zeichentrickserie
- Weihnachten mit den Tweenies, Puppentrickserie
- Wickie und die starken Männer, 78-teilige japanische Zeichentrickserie (1997–2009, mit Pausen)
- Wie Weihnachten auf die Erde kam, islandische Puppentrickserie
- Wiesenspektakel, deutsch-tschechische Zeichentrickserie
- Wildlife, deutsche Zeichentrickserie (2001–2006)
- WinneToons, deutsche Zeichentrickserie (2002–2005)
- Wir testen die besten ähnelt der RTL Sendung Wer wird Millionär, bzw. der Sendung Die beste Klasse Deutschlands
- Wo ist Walter?, USA-Animationsserie (1991–1992)
- Woofy, Zeichentrickserie (2004–2006)
- Wundersame Geschichten, japanische Zeichentrickserie (2001–2005)
- Wunderbare Reise des kleinen Nils Holgersson mit den Wildgänsen, 52-teilige Zeichentrickserie (1979–1982)
- Xmas Xpress, 26-teilige deutsche Puppenserie
- Yvon vom Yukon, kanadische Zeichentrickserie (2002–2004)
- Zoé Kézako, französische Zeichentrickserie (2005–2006)
- Zwei allein, D-Jugendserie (1998)

## Shows

### Aktuelle
- 1, 2 oder 3, internationale Rateshow (Mod.: Elton)
- 1000 Tricks, 40-teilige A-Show (2020–2023)
- Die beste Klasse Deutschlands, Schülerquiz (Mod.: 2008: Thorsten Schorn; 2009–2020: Malte Arkona); seit 2021 Clarissa Corrêa da Silva und Tobias Krell
- Dein Song, 282-teilige deutscher Songwriter-Wettbewerb (Mod.: 2008: Jasmin Wagner, Benedikt Weber; 2009: Jasmin Wagner, Bürger Lars Dietrich; seit 2011: Johanna Klum, Bürger Lars Dietrich)
- Eureka TV, GB-Wissenschaftshow (2002–2006)
- Junior Eurovision Song Contest, EU-Musikshow (2003–)
- Terra X Show Kids, 8-teilige D-Show (2021–)
- Tigerenten Club 1322-teilige D-Show (akt. Mod.: Laura Knöll und Johannes Zenglein) (1996–)
- Tolle Sachen, deutsche Comedy (2000–2002)

### Ehemalige
- 3, 2, 1 ... keins! Das OLI-Quiz, 78-teilige D-Quizshow (2010–2013)
- Abenteuer Action!, Sportshow (2007)
- Aktion Schulstreich, Show (2007)
- Auweia, 28-teilige (Mod.: Juri Tetzlaff, Tina Gölker, Cedric Fingler)
- Fun Factory, Bastelshow (2004–2006)
- Geschenkt! – Hilf dem Weihnachtsmann, Weihnachtsspiel (2006–2010) (Mod.: Kai – der freche Forellenkugelhai)
- Kailerei, D-Gameshow (2011–2013)
- Die KI.KA – Euro Show, Show zur Einführung des Euros, 23. September 2001 (Mod.: Karsten Blumenthal, Juri Tetzlaff, Angela Fuhrtkamp, Singa Gätgens und Andree Pfitzner)
- KIKA Award, D-Show (2020–)
- Kikania, Spielshow (2001–2004)
- KI.KA Tour – Das Spiel
- Let's talk. Weil Meinung zählt! 24-teilige D-Talkshow (2015–2017)
- Pumuckl TV, Spielshow (1995–2007)
- Quiz Express, Quizshow
- SingAlarm, 160-teilige D-Musikshow (2015–)
- Singas Musik Box, D-Musikshow (2009–2014)
- Spiel Boxx, D-Gameshow (1997–2005)
- Tabaluga tivi, Unterhaltungsshow (Mod.: Tom Lehel und Simone Reuthal) (Tabaluga und seine Freunde)
- Tanzalarm!, 167-teilige D-Musikshow (2004–)
- Team KI.KA, Mannschafts-Spielshow, Deutschland (2007) (Mod.: Alex Huth)
- Team KI.KA – Das Quiz, interaktives Telefonspiel
- Team KI.KA – Deutschland, Mannschafts-Spielshow, Deutschland 2009 (Mod.: Alex Huth)
- Team KI.KA – Olympische Spiele 2008, Mannschafts-Spielshow, Deutschland (2008) (Mod.: Alex Huth)
- TKKG – Der Club der Detektive, Krimi-Show zum Mitkombinieren (Mod.: Daniel Hartwich, davor Andree Pfitzner)
- Wenn. Dann. Die … Show!, Gameshow (1998–1999)
- Willis Quiz Quark Club, Quiz-Show (Mod.: Willi Weitzel)
- Wir testen die Besten, Schülerquiz (Mod.: Dennis Wilms)

## Magazine

### Aktuelle
- Ansage!, D-Magazin (2023–)
- Checker Can
- Checker Julian, 55-teilige D-Magazin (2018–)
- Checker Tobi
- Checkerin Marina
- Dein großer Tag
- Die Sportmacher, D-Magazin (2018–)
- Du bist kein Werwolf – Über Leben in der Pubertät, Aufklärungssendung (2011–2016)
- Erde an Zukunft, D-Magazin (2012–2020)
- Fortsetzung folgt – Die Dokumentation, Doku-Magazin (Mod.: Bis Mai 2009 Lukas Koch, ab September ohne Moderation)
- Fortsetzung folgt – Das Magazin, Magazin
- KiKA LIVE, Studiosendung (seit 2004)
- Komm mit in meine Schule!
- Kummerkasten, Beratermagazin (2005–2009; seit 2011) (Mod.: Jessica Lange)
- LiLA, D-Magazin (2011–2014)
- Löwenzahn
- Mit-Mach-Mühle, Mitmachsendung (Mod.: Singa Gätgens, Juri Tetzlaff)
- Museum AHA, A-Magazin (2019–)
- Oli’s Wilde Welt, Tiermagazin
- PuR, D-Magazin (1994–2006)
- pur+, Entdeckermagazin (Mod.: Eric Mayer)
- quergelesen, Büchermagazin (Mod.: Marc Langebeck, 2003–2006 Josefine Preuß)
- Schau in meine Welt!
- Schnitzeljagd durch die Türkei, 4-teilige Dokumentation, Deutschland (2013) (Mod.: Ben)
- Die Sendung mit dem Elefanten (Mod.: Tanja Mairhofer, André Gatzke)
- Die Sendung mit der Maus
- Sesamstraße 2996-teilige D/USA-Puppenserie (1972-)
- Stark! – Kinder erzählen ihre Geschichte, EBU-Reihe
- Timster, Kinderwissenssendung
- Triff ..., 25-teilige D-Dokumentation (2017–)
- Willi wills wissen 171-teilige (Mod.: Willi Weitzel)
- Wissen macht Ah! 522-teilige (Mod.: Shary Reeves (2001–2017), Ralph Caspers (2001–2022) Clarissa Corrêa da Silva (seit 2018) und Tarkan Bagci (seit 2022))

### Ehemalige
- Aktiv Boxx, Studiosendung (1997–2001)
- Arkadaşlar elele – Lasst uns Freunde sein, deutsch-türkisches Musikprojekt Deutschland (2006)
- Bärengeschwister, 5-teilige D-Tiermagazin (2013)
- DR. MAG love, Aufklärungssendung (2004)
- Fit für den Euro, 12-teiliges Magazin zur Einführung des Euros, Deutschland 2001–2002 (Mod.: Karsten Blumenthal und Andreas Korn)
- Fortsetzung folgt – Das Magazin, Doku-Magazin (Mod.: Lukas Koch)
- Geschichten von überall, EBU-Reihe
- Gimme 5, Studiosendung (2002–2004)
- Juris Ferien Boxx, Studiosendung (2000)
- Limit, Sportmagazin (2005–2006)
- Platz für Helden, 13-teilige deutsche Doku-Soap (2005)
- Platz für Helden – Das Magazin, 8-teilige Dokumentation, Deutschland (2007) (Mod.: Tanja Mairhofer, Lukas Koch, Stephanie Müller-Spirra, Juri Tetzlaff)
- Platz für Helden! – Ein Schiff für Flensburg, 4-teilige Doku-Soap, Deutschland (2007) (Mod.: Lukas Koch)
- Platz für Helden – Eine Show für Berlin, 4-teilige Doku-Soap, Deutschland (2007) (Mod.: Lukas Koch)
- Platz für Helden! – Fünf Tage, fünf Tipis, 5-teilige Doku-Soap, Deutschland (2008) (Mod.: Alex Huth)
- Platz für Helden! – Meine Story, 9-teilige deutsche Dokumentations-Reihe (2005)
- Platz für Helden! – Reporter gegen Rechts, 5-teilige Doku-Soap, Deutschland (2008) (Mod.: Alex Huth)
- Reläxx, Trendmagazin (1997–2008) (Mod.: Karsten Blumenthal (1997–2001), Marc Langebeck (2002–2008))
- Schnitzeljagd bei den alten Griechen, 4-teilige Dokumentation, Deutschland (2012) (Mod.: Ben)
- Schnitzeljagd im Heiligen Land, 4-teilige Dokumentation, Deutschland (2010) (Mod.: Ben)
- Die Welt in der Wanne, 10-teilige deutsche Serie (2002)
- Weihnachtsboxx, Studiosendung an den Adventsonntagen

## Nachrichten

### Aktuelle
- logo! Die Welt und ich.

### Ehemalige
- logo! – Extra – Unser Klima (Mod.: Jule Gölsdorf)
- logo! extra – Ying Ying und Tianchi – Kinder in Peking (Mod.: Kim Adler)
- logo! Extra – MISSION EUROPA
- logo! Extra – Erzähl mir vom Krieg
- logo! Extra – Zur Bundestagswahl 2005, Sonderberichterstattung
- logo! Extra – Zum G8 Gipfel in Heiligendamm
- logo! Special – Backstage (Mod.: Jule Gölsdorf)
- logo! spezial – logo! – so wird’s gemacht
- logo! spezial
- tivi extra – Die Anschläge in Amerika (2001; Mod.: Yve Fehring und Jo Hiller)
- PuR Spezial: „Der Krieg im Irak – die Angst bei uns!“ (2003; Mod.: Jo Hiller)
- KIKA aktuell, D-Nachrichten & Information (2019–)
- KI.KA Spezial – Warum Krieg? (2003; Mod.: Juri Tetzlaff und Marc Langebeck)
- KI.KA LIVE Spezial – US-Präsidentschaftswahl (2004; Mod.: Karsten Blumenthal und Andreas Korn, Reporter: Kim Adler)
- KI.KA Spezial – Nach der Flut, Kinder helfen (2005; Mod.: Juri Tetzlaff)
- KI.KA Spezial – Kinder im Krieg (2005; Mod.: Juri Tetzlaff)
- KI.KA Spezial – Der neue Papst (2005; Mod.: Gregor Steinbrenner)
- KI.KA Spezial – Eure Stimme zur Wahl (2005; Mod.: Tanja Mairhofer und Stephanie Müller-Spirra)
- KI.KA Spezial – Weltjugendtag 2005 (2005; Mod.: Tanja Mairhofer und Ralph Caspers)
- KI.KA Spezial – Vogelgrippe in Deutschland (2006; Mod.: Stephanie Müller-Spirra)
- KI.KA Spezial – UNICEF Juniorbotschafter 2006 (2006; Mod.: Lukas Koch)

## Filme
Für Spielfilme gibt es bei KiKA drei regelmäßige Sendeplätze:
- Der Grüffelo, GB/D-Zeichentrickfilm (2009–2011)
- Der Salzprinz, CSSR/D-Märchenfilm (1982)
- Die Mühlenprinzessin, 10-teilige CZ-Märchenfilm
- Frau Holle, CSSR/D/A/I/E-Märchenfilm (1984–1985)
- Hops & Huper, 52-teilige USA/CDN-Zeichentrickfilm (2006–2009)
- Kalle Blomquist, S-Jugendfilm (1996–1997)
- Kleiner Dodo, D-Zeichentrickfilm (2007)
- König Drosselbart, CSSR/D-Märchenfilm (1984)
- Linus im Sommer, N-Familienfilm (2004)
- Lollywood, freitags um 19:30 Uhr für Kinder- und Jugendfilme
- Samstagskino, samstags um 13:30 Uhr für Kinder- und Jugendfilme
- Sonntagsmärchen, sonntags um 12:00 Uhr (bis 2016: im Sommer auch um 13:00 Uhr) für Märchenfilme
- Taco und Kaninchen, D/CZ-Jugendfilm (2008)
- Tutenstein, USA/ROK-Zeichentrickfilm (2003–2004)

## Sondersendungen
- Beutolomäus’ Adventsklatsch (Weihnachtsshow; 2000–2002; Mod.: Juri Tetzlaff, Singa Gätgens, Andree Pfitzner, Angela Fuhrtkamp, Lukas Koch und Karsten Blumenthal)
- KIKA auf dem Erfurter Weihnachtsmarkt (Weihnachtsshow; 2002; Mod.: Karsten Blumenthal, Juri Tetzlaff und Lukas Koch)
- KI.Ka Spezial – Thementag Gimmi 5 (Themensendung; 2002; Mod.: Juri Tetzlaff)
- Gimme 5 – die KI.KA-Party 2003 (Show; 2003; Mod.: Juri Tetzlaff, Singa Gätgens, Andree Pfitzner, Pia Ampaw, Lukas Koch und Karsten Blumenthal)
- Die große KI.KA-Europa-Show (2004; Mod.: Singa Gätgens und Marc Langebeck)
- Löwenzahn – Geburtstagsparty (2005; Mod.: Singa Gätgens)
- Amadeus, Amadeus – die Mozart Show (2006; Mod. Juri Tetzlaff, Reporterin: Tanja Mairhofer)
- Eure Welt der Bücher (Quiz,-Sondersendung 2006; Mod.: Juri Tetzlaff)
- Der KI.KA wird 10 – die große Geburtstagsparty (2007; Mod.: Singa Gätgens, Malte Arkona und Guido Hammesfahr)
- Die KIKA Geburtstagsshow (2007; Mod.: Juri Tetzlaff, Conny Horn und Daniel Arthur Fischer)